# Franz Andreas Holly
Franz Andreas Holly (František Ondřej Holý), né le 28 novembre 1747 à Netolice et décédé le 4 mai 1783 à Breslau est un compositeur bohémien.

## Biographie
Franz Andreas Holly fréquente d'abord le lycée jésuite de Prague puis devient novice dans l'Ordre franciscain qu'il quitte pour se consacrer exclusivement à la musique qu'il aime. Il joue du piano et de l'orgue. Il est nommé directeur musical du Kotzentheater de Prague, puis se rend à Berlin vers 1769. Enfin, il s'installe à Breslau en tant que directeur musical de la société Wäser. Il y meurt à l'âge de 36 ans.  Il compose plusieurs opérettes pour les divers théâtre où il a travaillé comme chef d'orchestre. On lui doit également des musiques de scène pour Hamlet, Macbeth, Galora de Venise, quelques grands ballets et de nombreuses ouvertures, des intermèdes, des chœurs,  des marches et plusieurs pièces d'église.

## Œuvres principales
- Der lustige Schuster, opéra comique (livret de Karl Franz Henisch d'après Christian Felix Weisse), 1770
- Das Gespenst, opéra comique (livret de Karl Franz Henisch), 1771
- Der Zauberer, opéra comique (livret de Karl Franz Henisch), 1772
- Der Kaufmann von Smyrna, opéra comique (livret de Christian Friedrich Schwan), 1773
- Der Bassa von Tunis, opéra comique (livret de Karl Franz Henisch), 1774
- Das Gärtnermädchen, opéra comique (livret de Johann Karl August Musäus), 1775
- Gelegenheit macht Diebe, opérette (livret de Karl Franz Henisch), 1775
- Der Patriot auf dem Lande (livret de Karl Emil Schubert), 1777
- Die Verwechslung, opéra comique, 1779-84
- Die Zigeuner (Livret de Heinrich Ferdinand Möller), 1781
- Der Irrwisch, opéra comique (livret de Christoph Friedrich Bretzner),1782